# Prêmio Anísio Teixeira
O Prêmio Anísio Teixeira é uma condecoração criada em 1981 e oferecida a cada 5 anos pela Coordenação de Aperfeiçoamento de Pessoal de Nível Superior (Capes), fundação do Ministério da Educação brasileiro, para personalidades brasileiras que tenham contribuído de modo relevante para o desenvolvimento da pesquisa e formação de recursos humanos no Brasil e é considerado uma das mais importantes condecorações na área da educação no país. O título é uma homenagem ao educador baiano Anísio Teixeira, que dirigiu a Capes de 1951 a 1963. Em 2012, com a nova missão da Capes de formar pessoal para a educação básica, foi instituído o Prêmio Anísio Teixeira da Educação Básica, que visa “reconhecer personalidades brasileiras que tenham contribuído de forma relevante e sistemática para o desenvolvimento da educação básica no país para o aperfeiçoamento de ações dirigidas a esse nível de ensino ou para as atividades de melhoria da qualidade da formação de professores da educação básica”.
O prêmio consta de uma escultura intitulada Alado de autoria do escultor Mário Cravo e de um diploma que é entregue aos agraciados pelo presidente da república, pelo ministro da educação e pelo presidente da Capes no Palácio da Alvorada.

## Agraciados
Foram agraciados com a condecoração os seguintes educadores:

### 1981
- Alberto Luiz Galvão Coimbra
- Carlos Chagas Filho
- Casimiro Montenegro Filho
- Lelio Itapuambyra Gama
- Manuel Mateus Ventura

### 1986
- Carlos da Silva Lacaz
- Caspar Erich Stemmer
- Isaac Kerstenetzky
- Otto Richard Gottlieb
- Rolando Monteiro

### 1991
- Adib Domingos Jatene
- Elon Lages Lima
- José Seixas Lourenço
- Lindolpho de Carvalho Dias
- Paschoal Ernesto Américo Senise
- Roberto Cardoso de Oliveira

### 1996
- Amadeu Cury
- Antonio Candido de Mello e Souza
- Darcy Ribeiro
- Florestan Fernandes ( post mortem )
- João Calmon

### 2001
- Cristovam Wanderley Picanço Diniz
- Eduardo Moacyr Krieger
- José Galizia Tundisi
- José Arthur Giannotti
- Sergio Machado Rezende
- Rubens Mário Garcia Maciel

### 2006
- Ana Lúcia Almeida Gazzola
- Abilio Afonso Baeta Neves
- Newton Lins Buarque Sucupira
- Leopoldo de Meis
- Sandoval Carneiro Júnior
- Milton Santos  ( post mortem )

### 2011
- Luiz Bevilacqua
- Fernando Galembeck
- Alvaro Toubes Prata
- Nelson Maculan Filho
- João Fernando Gomes de Oliveira

### 2016

#### Prêmio Anísio Teixeira da Educação Superior
- Malaquias Batista Filho (UFPE/PE)
- Jorge Almeida Guimarães (UFRGS/RS)
- Helena Bonciani Nader (UNIFESP/SP)
- Adalberto Luis Val (INPA/AM)
- Márcia Cristina Bernardes Barbosa (UFRGS/RS)
- Roberto Cláudio Frota Bezerra (UFC/CE)

#### Prêmio Anísio Teixeira da Educação Básica
- Bernardete Angelina Gatti (FCC/SP)
- Magda Becker Soares (UFMG/MG)
- Marcelo Miranda Viana da Silva (IMPA/RJ)
- Carlos Roberto Jamil Cury (PUC/MG)
- Dermeval Saviani (UNICAMP/SP)
- Antonio Cardoso do Amaral (Secretaria Estadual de Educação do Piauí)